# James Spithill

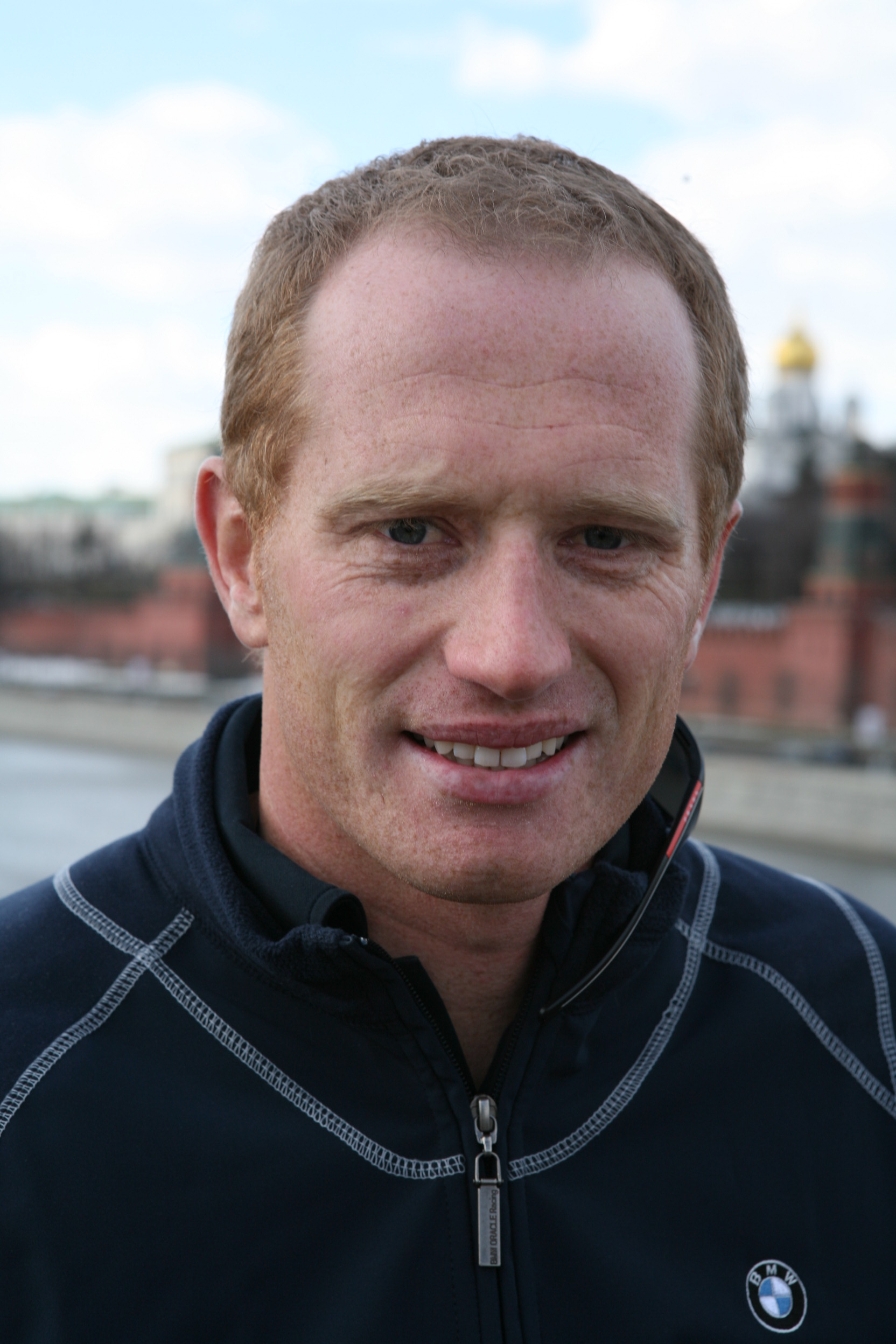
James Spithill

James Spithill (* 28. Juni 1979 in Sydney) ist ein australischer Segler. Als Steuermann war er dreimal Teilnehmer des Louis Vuitton Cups. Außerdem ist er Match-Race-Weltmeister und gewann 2010 mit der BMW Oracle Racing Crew den 33. America’s Cup. Er war damit der jüngste Gewinner in der Geschichte des America’s Cup. Am 25. September 2013 gelang es Spithill, ein zweites Mal den America’s Cup zu gewinnen und das, obwohl sein Team bereits mit 1:8 im Rückstand lag. Dieser Sieg gilt als eines der größten Comebacks in der Segelgeschichte.
Im Jahr 2014 wurde er zum Weltsegler des Jahres gewählt.